# اضطراب فصامي الشكل
اضطراب فُصاميُّ الشكل (بالإنجليزية: Schizophreniform disorder)‏ هو اضطراب عقلي يتم تشخيصه عندما تظهر أعراض مرض الفصام لمدة طويلة، أي مدة شهر، غير أن علامات الاضطراب لا تظهر طوال ستة أشهر، وهي المدة اللازمة للتشخيص بمرض الفصام، بل تظهر في مدة أقل.
ومن الأعراض التي تشمل كلا الاضطرابين، هي: الأوهام والهلوسات والكلام غير المنظم والسلوك غير المنظم أو الجمود والانسحاب الاجتماعي. يتطلب تشخيص مرض الفصام، ضعف في الأداء الاجتماعي والمهني والأكاديمي. قد أو قد لا يتأثر أداء مستوى الفرد في اضطراب فُصاميُّ الشكل. غالباً ما يبدأ مرض الفصام بالظهور بشكل تدريجي خلال عدة أشهر أو سنين، بينما يبدأ اضطراب فُصاميُّ الشكل بالظهور بسرعة نسبياً.
غالباً ما يُعالج اضطراب فُصاميُّ الشكل مثلما يُعالج مرض الفصام، أي باستخدام الأدوية المضادة للذهان تحديداً غير التقليدية، إضافةً إلى جانب مجموعة متنوعة من الدعم الاجتماعي، مثل: العلاج النفسي الفردي والعلاج الأسري والعلاج المهني، وما إلى ذلك. حيث تهدف تلك العلاجات إلى التقليل من الأثار الاجتماعية والعاطفية الناتجة عن هذا المرض. يختلف التشخيص تبعاً إلى طبيعة وحدة ومدة الأعراض، لكن حوالي ثلثي من الأفراد الذين تم تشخيصهم باضطراب فُصاميُّ الشكل انتهى بهم الأمر في تطور مرض الفصام لديهم.

## الأعراض والتشخيص
اضطراب فُصاميُّ الشكل هو نوع من الأمراض العقلية ويتسم بالذهان ويرتبط ارتباطاً وثيقاً بمرض الفصام. عُرف كُلا من اضطراب فُصاميُّ الشكل والفصام بواسطة الدليل التشخيصي والإحصائي للاضطرابات النفسية، الذي يُرمز بهذه الأحرف (DSM-IV-TR)، بأن لديهما نفس الأعراض والسمات الأساسية ماعدا اثنين من الاختلافات، ألا وهما: ضعف في مستوى الأداء ومدة الأعراض. غالباً ما يظهر في الفصام، ضُعف في الأداء الاجتماعي والمهني والأكاديمي، لا سيما عند اقتراب وقت أول تشخيص، لكن قد أو قد لا يظهر في اضطراب فُصاميُّ الشكل. إن أعراض اضطراب فُصاميُّ الشكل والتي تشمل على المراحل: البادري والنشط والمتبقي، تدوم لمدة لا تقل عن شهر واحد، ليس أكثر من ستة أشهر، بينما أعراض الفصام تدوم لمدة لا تقل عن ستة أشهر.
يمكن إجراء تشخيص مؤقت باضطراب فُصاميُّ الشكل أثناء الانتظار لحدوث تعافي، إذا استمرت تلك الأعراض شهر على الأقل. وإذا تم علاج تلك الأعراض في بداية ستة أشهر يتم إزالة النعت المؤقت من التشخيص، لكن إذا استمرت الأعراض لمدة ستة أشهر وأكثر، يجب تنقيح تشخيص اضطراب فُصاميُّ الشكل. يؤخذ بعين الاعتبار تشخيص الاضطراب الذُهاني القصير، في حال كانت مدة الأعراض أقل من شهر واحد.
تشمل أهم الأعراض لكُلاً من اضطراب فُصاميُّ الشكل والفصام ما يلي:
- الأوهام.
- الهلوسات.
- الكلام غير المنظم، الناتج عن اضطراب الفكر المنظم.
- السلوك غير المنظم أو الجمود، وأعراض سلبية، منها:
- عدم القدرة على الشعور بمجموعة من العواطف (تأثر وجداني ثابت).
- عدم القدرة على الإحساس بالمتعة (انعدام التلذذ).
- العجز أو القلة في الكلام (فُقدان القدرة على الكلام).
- الافتقار أو عدم الرغبة في تكوين العلاقات (الانطوائية).
- الافتقار إلى الحافز (انعدام الإرادة).

## المآل
يٌمكن استخدام المحددات التالية لاضطراب فُصاميُّ الشكل للإشارة إلى وجود أو عدم وجود صفات مرتبطة للتنبؤ باحتمال وجود المرض:
إذا تواجد اثنان على الأقل من الصفات التالية، دل على وجود مظاهر انذارية جيدة:
- ظهور أعراض ذهانيه بارزة من أول تغيير ملحوظ في السلوك أو الأداء المعتاد في غضون أربع أسابيع.
- التشوش والحيرة في ذروة النوبة الذهانية.
- الأداء الاجتماعي والمهني الجيد قبل ظهور المرض.
- غياب الوجدان المتبلد أو الجمودي.
- وفي حال عدم وجود اثنان أو أكثر من الصفات المذكورة أعلاه، دل على عدم وجود مظاهر انذارية جيدة.

```
إن وجود كلاً من الأعراض السلبية وسوء التواصل البصري، يَدُل على نتيجة سيئة.
[
4
]
 لقد شوهد العديد من التغييرات التشريحية والوظيفية في عقول المرضى المصابون بالفصام، وأيضاَ لدى المرضى المصابون باضطراب فُصاميُّ الشكل. ولكن لا يوجد في الوقت الحالي إجماع بين العلماء حول ما إذا كان التضخم البطيني، وهو عامل تنبؤ سيء لدى مرض الفصام، له أي قيمة تنبؤيه لدى المرضى المصابون باضطراب فُصاميُّ الشكل، أم لا.
[
2
]
 وفقًا للجمعية الأمريكية للأطباء النفسيين، حوالي ثلثي من المرضى الذين تم تشخيصهم «مؤقتاَ» باضطراب فُصاميُّ الشكل، قد تم تشخيصهم فيما بعد بمرض الفصام، والبقية منهم استمرو بتشخيص اضطراب فُصاميُّ الشكل.
[
2
]
```

## السبب
لا يزال السبب الصحيح خلف هذا الاضطراب مجهولا. حيث ركزت الدراسات المحدودة نسبياَ بالتحديد على مسببات اضطراب فُصاميُّ الشكل. مثل الاضطرابات النفسية الأخرى، تم اقتراح نموذج قابلية الضغوط الذي يشير بأن بعض الأفراد لديهم ضعف وراثي متعدد العوامل الكامن وراء هذا الاضطراب الذي يمكن أن يكون سببه بعض العوامل البيئية. من الأرجح أن يحدث مرض اضطراب فُصاميُّ الشكل للأشخاص الذين يعانون أفراد أسرتهم بمرض الفصام واضطرب ثنائي القطب.

## العلاج
هنالك طرق عدة من العلاج تُستخدم في معالجة اضطراب فُصاميُّ الشكل، منها: العلاج الدوائي والعلاج النفسي وإجراءات أخرى متنوعة، مثل: الإجراءات النفسية الاجتماعية والتعليمية. العلاج الدوائي هو الأسلوب الأكثر استخداماَ للعلاج، حيث أن أدوية العلاج النفسي بإمكانها أن تعمل بسرعة على التقليل من حدة الأعراض وتقليص مدتها. إن الأدوية المستخدمة مشابهة إلى حد كبير للأدوية المستخدمة لعلاج الفصام، وكذلك استخدام دواء مضاد الذهان غير التقليدي كالخيار المعتاد للدواء. إن المرضى الذين لم يتجاوبوا مع مضاد الذهان غير التقليدي الأولي قد يستفيدون من تحويلهم إلى مضاد ذهان غير تقليدي أخر، إضافةَ إلى تناول مثبت المزاج، مثل: الليثيوم ومضاد للتشنجات، أو بتحويلهم إلى مضاد الذهان التقليدي.
يمكن أن يتم علاج اضطراب فُصاميُّ الشكل في بيئات مختلفة، منها العيادات الداخلية والخارجية وبوضع برنامج استشفاء جزئي. إن الأهداف الأساسية لاختيار البيئة العلاجية، هي التقليل من الأثار النفسية الاجتماعية لدى المريض والحفاظ على سلامته وسلامة الأخرين. رغم الضرورة الموجودة دائماَ حول استقرار أعراض المريض بسرعة، مراعاة حدة أعراض المريض والدعم الأسري والاحتمالية الملموسة على الالتزام بعلاج العيادات الخارجية بإمكانها تحديد ما إذا كان الاستقرار قد يحدث في بيئة العيادات الخارجية. وقد يستفيد المرضى الذين يتلقون العلاج في العيادات الداخلية من البيئة المتوسطة المنظمة، مثل: وحدة الحالات دون الحادة ووحدة الرعاية والاستشفاء الجزئي أو اليومي خلال المراحل الأولية من العودة إلى المجتمع.
حيث التقدم والتحسن أثناء العلاج والمساعدة في مهارة التكيف والاساليب في حل المشكلات واتباع النهج النفسي التعليمي، وفي النهاية العلاج الوظيفي والتقييم المهني، غالباَ ما تكون مفيدة للغاية للمرضى ولعائلاتهم. جميع أنواع العلاج النفسي الفردي تقريباَ تُستخدم في علاج اضطراب فُصاميُّ الشكل، ماعدا العلاج النفسي الموجهة للاستبصار، حيث غالباَ ما يكون لدى المريض رؤية محدودة كأحد اعراض مرضهم.
منذ سرعة ظهور الأعراض الشديدة لدى المصابون باضطراب فُصاميُّ الشكل، أصبح المرضى أحيانا ينكرون اصابتهم بالمرض، مما سيحد من فعالية العلاجات الموجهة للاستبصار. هنالك أشكال من الدعم للعلاج النفسي وهي مناسبة بشكل خاص لعلاج هذا الاضطراب، منها: العلاج النفسي الشخصي والعلاج النفسي الداعم والعلاج المعرفي السلوكي. عادةُ لا يُذكر العلاج النفسي الجمعي للمرضى الذين يُعانون من اضطراب فُصاميُّ الشكل، لأنهم قد يشعروا بالحزن تجاه الأعراض المتقدمة لدى المرضى الذين يعانون من اضطرابات ذهانية.

## الانتشار
حسب علم الوبائيات فإن الاضطراب فُصاميُّ الشكل منتشر بصورة متساوية بين الرجال والنساء، وإن الأعمار الأكثر شيوعا في بداية ظهوره لدى الرجال تكون بين عمر 18- 24 ولدى النساء تكون بين عمر 18-35. في حين أن أعراض الفصام غالبا ما تتطور تدريجياَ على مدى سنوات، فإن المعايير التشخيصية لاضطراب فُصاميُّ الشكل تتطلب ظهور أسرع بكثير.
تشير الدلائل المتوفرة إلى نسبة اختلاف انتشاره عبر الظروف الاجتماعية والثقافية، حيث في الولايات المتحدة والدول المتقدمة الأخرى تكون نسبة انتشاره قليلة، أي ربما أقل بخمسة أضعاف من الفصام. وفي البلدان النامية تكون نسبة انتشاره أعلى بكثير، وخاصة بالنسبة للنوع الفرعي«المظاهر الانذارية الجيدة». قد يكون اضطراب فُصاميُّ الشكل شائعًا مثل مرض الفصام في بعض هذه المناطق.